# Begonia micranthera
Begonia micranthera là một loài thực vật có hoa trong họ Thu hải đường. Loài này được Griseb. mô tả khoa học đầu tiên năm 1874.